# Мошканы (Сенненский район)
Мошканы (бел. Машканы́) — агрогородок в Сенненском районе Витебской области Беларуси. Административный центр Мошканского сельсовета.

## География
Расположен в 39 км в направлении на северо-восток от Сенно, в 27 км от Витебска.
Пролегают дороги Н-3503, Н-3513, Н-3514, Н-17548.
Ближайшие населённые пункты Моссоры, Оболь, Ярошки и др.

### Гидрография
Около левого берега реки Оболянка.

## История
С 1909 году в Мошканской волости Сенненском уезде Могилёвской губернии.
В 2008 году деревня Мошканы преобразована в агрогородок.

## Население

### Численность
- 2019 год — 923 жителей

### Динамика
- 1909 год — 155 жителей, 22 дворов[5]
- 1999 год — 852 жителей, 296 дворов (перепись населения)[3]
- 2009 год — 993 жителей (перепись населения)[5]
- 2019 год — 923 жителей (перепись населения)

## Культура
- Музей ГУО "Средняя школа имени А. К. Горовца Сенненского района"

## Достопримечательность
- Братская могила советских воинов и партизан. Мемориальная плита с именами защитников Отечества у братской могилы.
- Памятники Героям Советского Союза И. И. Каминскому и А. К. Горовцу.[3]
- Памятная доска А. К. Горовцу. Установлена в средней школе.

## Галерея

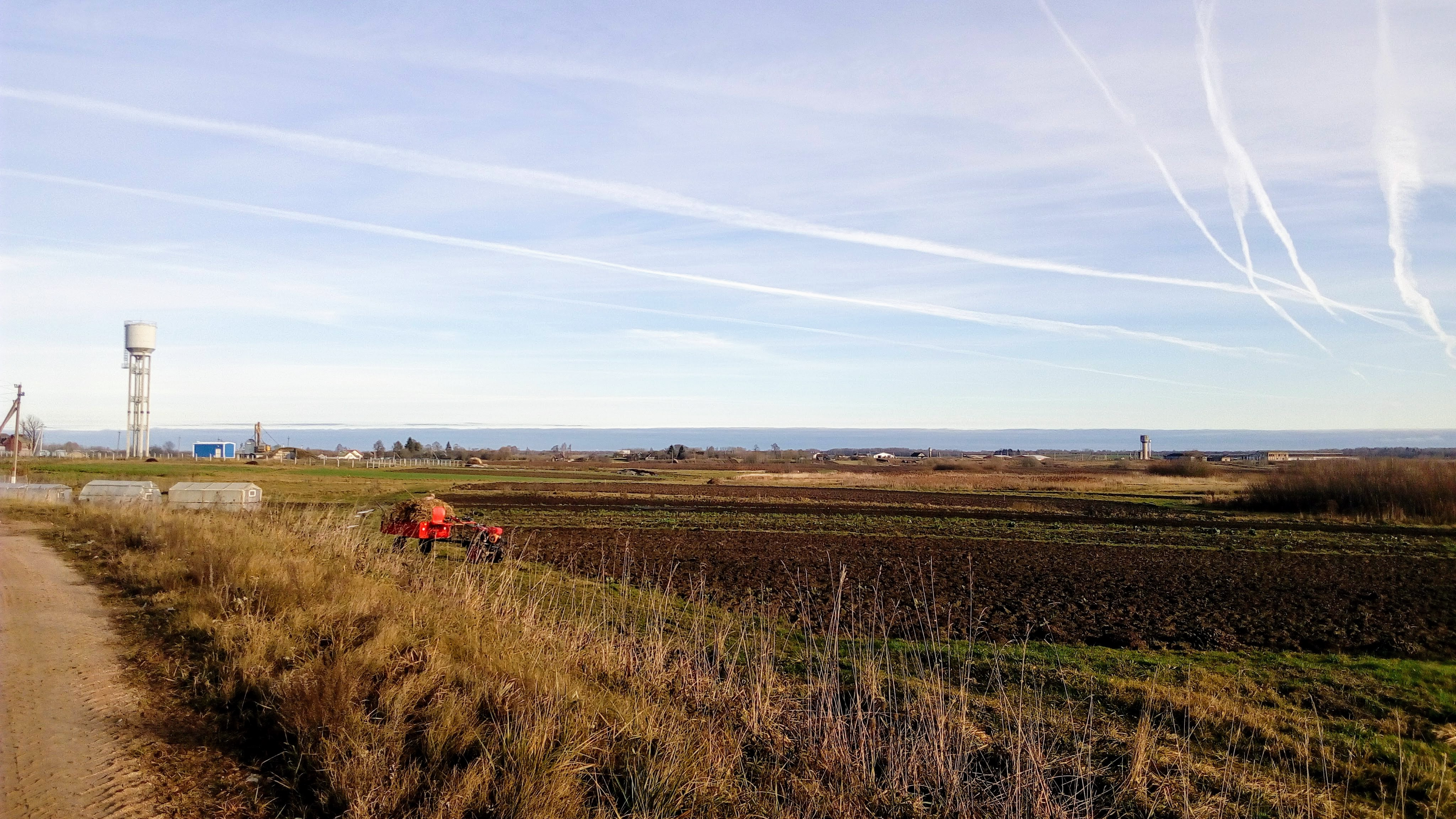
Панорама
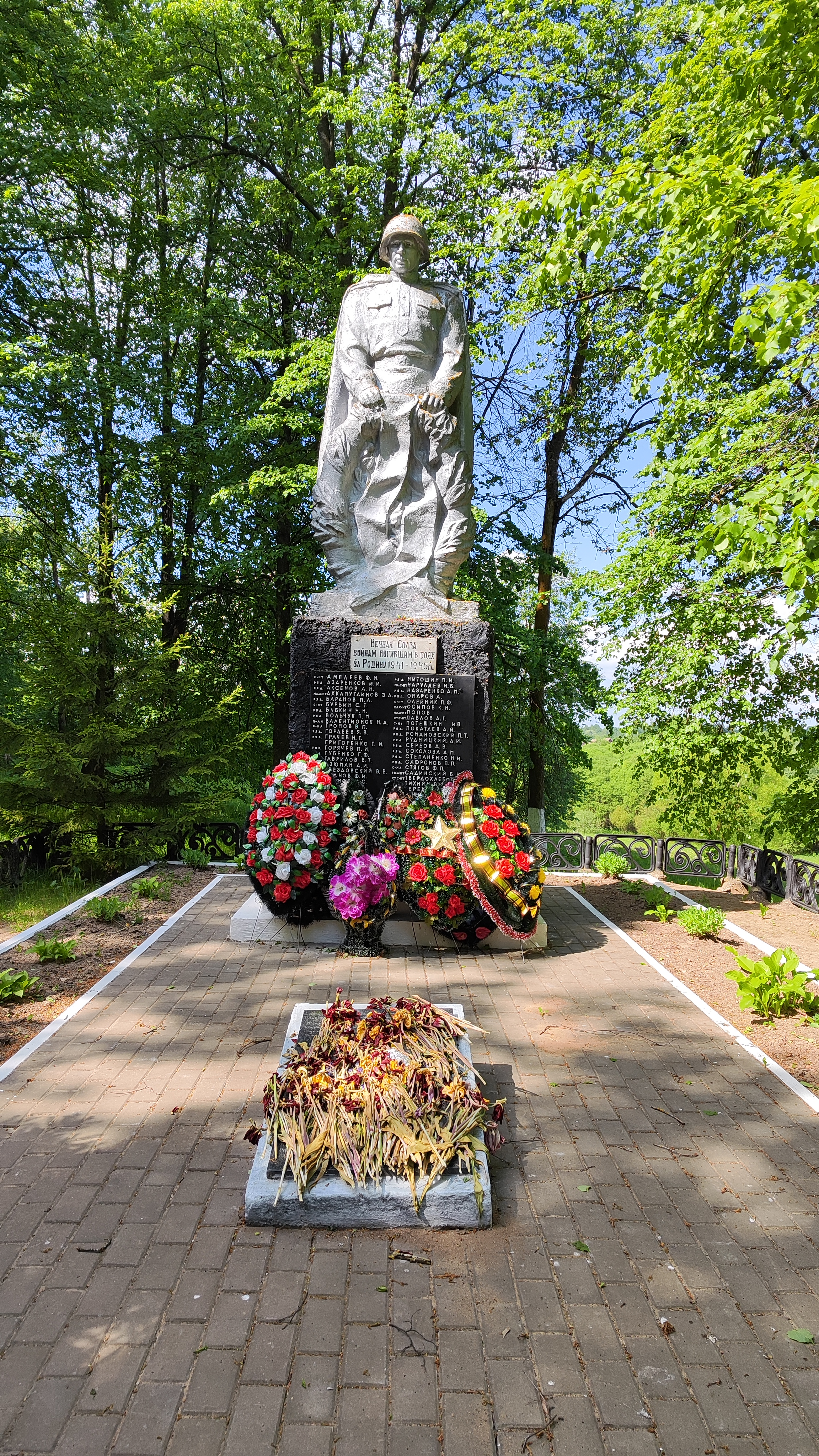
Братская могила

## Известные лица
- Анатолий Степанович Велюгин (1923—1994) — белорусский поэт, прозаик, переводчик.